# Broughton, Aylesbury
Broughton är en by och en civil parish (benämnd Broughton Hamlet) i kommunen Buckinghamshire i England. Byn är belägen 3 km från Aylesbury. Byn nämns i Domesday Book år 1086 och kallades då Brotone.